# 兔唇吸口魚
兔唇吸口魚（學名：Moxostoma lacerum），為輻鰭魚綱鯉形目亞口魚科的其中一種，為溫帶淡水魚，已滅絕，原分布於北美洲美國俄亥俄河中下游、奧沙克河和伊利湖的莫米河流域，1859年首次被採集，最後一個標本採集於1893年，本魚體延長，頭部圓鈍，口近下位，背部呈橄欖色至褐色，腰部和側面呈銀色或白色，腹鰭呈淡橙色，其餘鰭呈奶油色至暗色，背鰭邊緣呈黑色，側線完整，鱗片42至46片，體長可達31.3公分，棲息在水質清澈、沙石底質溪流，以甲殼類和貝類為食，據信因十九世紀初的森林砍伐和土地開墾，造成河川淤積導致該物種滅亡。